# Mortierella jenkinii
Mortierella jenkinii är en svampart som först beskrevs av A.L. Sm., och fick sitt nu gällande namn av Naumov 1935. Mortierella jenkinii ingår i släktet Mortierella och familjen Mortierellaceae.   Inga underarter finns listade i Catalogue of Life.